# Ірейка
Іре́йка (рос. Ирейка) — річка в Удмуртії (Увинський район), Росія, ліва притока Уви.
Довжина річки становить 22 км. Бере початок на північно-західній околиці присілку Великий Каркалай. Протікає спочатку на захід, потім повертає на південний захід, нижня течія направлена на північний захід. Впадає до Уви на території селища Ува. Береги заліснені, місцями заболочені. Приймає декілька дрібних приток. Збудовано ставок.
Над річкою розташовано селище Ува.